# COSCO Shipping Lines
COSCO SHIPPING Lines Co., Ltd. (chiń. 中远海运集运) – chińska firma zajmująca się międzynarodowym transportem i spedycją kontenerów. Spółka wchodzi w skład COSCO Shipping Holdings, a jej spółką macierzystą jest przedsiębiorstwo państwowe COSCO Shipping.
Jest czwartym na świecie morskim przewoźnikiem kontenerowym pod względem łącznej pojemności floty w wielkości 3,36 mln TEU (2025).

## Historia
W kwietniu 1961 r. chińskie Ministerstwo Łączności powołało do życia China Ocean Shipping Company (COSCO), państwowe przedsiębiorstwo żeglugi oceanicznej z siedzibą w Pekinie. W 1964 roku China Ocean Shipping Co. założyło spółkę zależną w Szanghaju, COSCO Shanghai, która później specjalizowała się w transporcie kontenerowym.

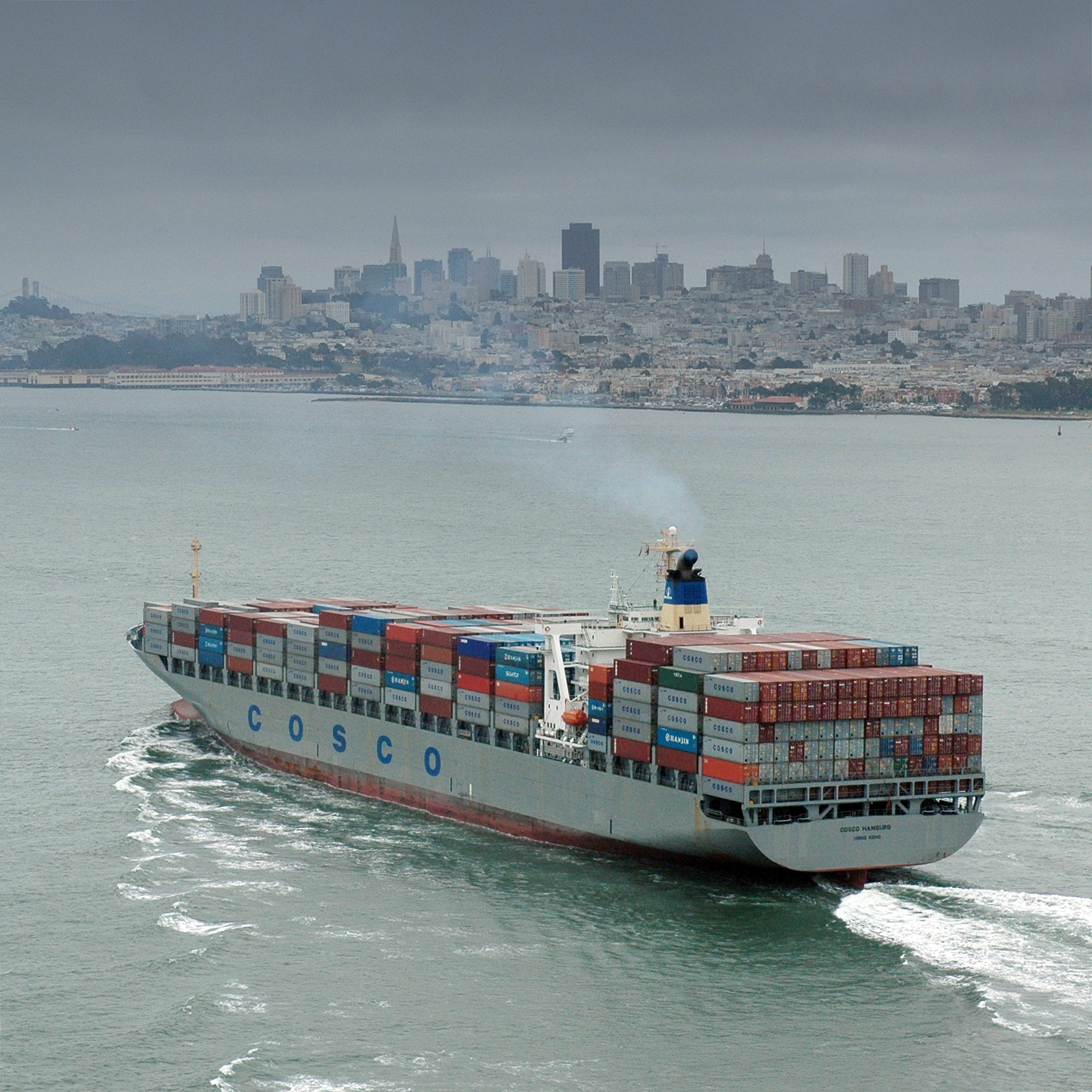
Kontenerowiec COSCO Hamburg, San Francisco, Kalifornia, 2007

W 1978 roku statek MV Ping Xiang Cheng należący do COSCO Shanghai przetransportował 162 TEU z Szanghaju do Sydney w Australii, co było pierwszym międzynarodowym rejsem kontenerowym zorganizowanym przez chińską firmę. Następnie COSCO Shanghai uruchomiło miesięczny serwis kontenerowy obejmujący dwa statki kontenerowe o pojemności 200 TEU między Szanghajem, Tiencin, Sydney i Melbourne.
W 1982 roku COSCO Shanghai rozpoczęło regularne transpacyficzne usługi kontenerowe, a w 1983 roku COSCO Shanghai uruchomiło nowy szlak handlowy kontenerowy łączący port Tiencin i Szanghaj z portami w Europie Zachodniej.

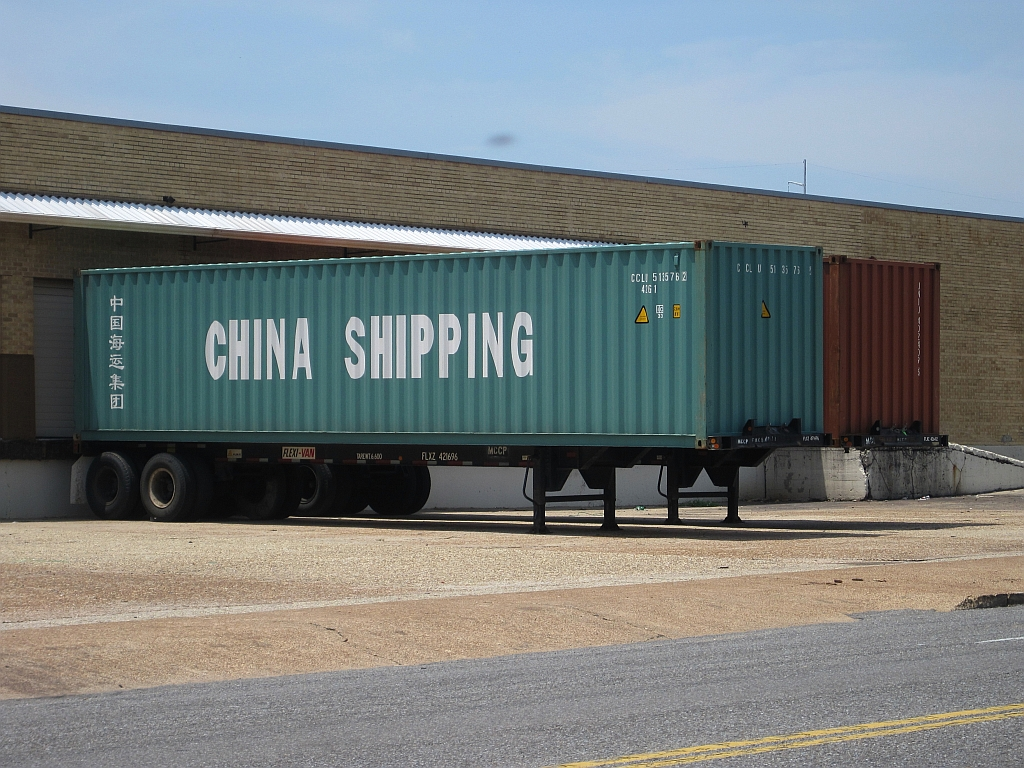
Kontener CSCL na rampie załadunkowej magazynu.

W 1994 roku utworzono spółkę COSCO Container Line Limited (COSCON), której celem było prowadzenie działalności kontenerowej COSCO we współpracy z regionalnymi spółkami zależnymi, np. oddziałem w Szanghaju. W listopadzie 1997 roku COSCON połączył się z COSCO Shanghai i stał się jedyną spółką zależną COSCO zajmującą się transportem kontenerowym. W tym samym roku chiński rząd założył China Shipping Group wraz z jej spółką zależną zajmującą się transportem kontenerowym, China Shipping Container Lines (CSCL).
W latach 2000–2006 udział CSCL w rynku TEU wzrósł o 126%, a w 2007 r. spółka stała się szóstą co do wielkości firmą zajmującą się transportem kontenerów na świecie pod względem pojemności floty.
COSCON otworzył lokalne biura i agencje w 160 krajach. W Ameryce Północnej firma zbudowała sieć intermodalną, inwestując w tysiące podwozi kontenerowych i podpisując umowy z firmami transportowymi i głównymi północnoamerykańskimi liniami kolejowymi. Podobnie CSCL stworzyło dużą sieć intermodalną w USA, a w 2001 roku BNSF Railway ogłosiło uruchomienie nowej usługi transportu kontenerów China Shipping z portu w Los Angeles do stoczni BNSF w Chicago.

### COSCO SHIPPING Lines
W marcu 2016 roku spółka dominująca COSCON, COSCO Group, połączyła się ze spółką CSCL, China Shipping Group. Przed fuzją COSCON i CSCL były odpowiednio największą i drugą co do wielkości linią kontenerową w Chinach. W wyniku fuzji COSCON przejął aktywa CSCL i zmienił nazwę na COSCO SHIPPING Lines. W międzyczasie CSCL przejęła spółki zależne China Shipping Group i COSCO Group zajmujące się dzierżawą kontenerów. 
W 2018 roku COSCO SHIPPING Holdings przejęło spółkę OOIL, do której należy OOCL, za kwotę 6,3 mld USD. 